# Olympiskt rekord
Ett olympiskt rekord är det bästa resultatet som någonsin uppnåtts i en gren under olympiska spelen.

## Erkända sportrekord
Internationella olympiska kommittén erkänner olympiska rekord i ett antal utvalda idrottsgrenar:
 Bågskytte, se "Lista över olympiska rekord i bågskytte"
 Cykelsport, se "Lista över olympiska rekord i cykling"
 Friidrott, se "Lista över olympiska rekord i friidrott"
 Hastighetsåkning på skridskor, se "Lista över olympiska rekord i hastighetsåkning på skridskor"
 Short track (skridskosport), se "Lista över olympiska rekord i short track"
 Simning, se "Lista över olympiska rekord i simning"
 Sportskytte, se "Lista över olympiska rekord i sportskytte"
 Tyngdlyftning, se "Lista över olympiska rekord i tyngdlyftning"